# Metóchion
Metóchion är en ort i Grekland.   Den ligger i prefekturen Nomós Achaḯas och regionen Västra Grekland, i den centrala delen av landet, 200 km väster om huvudstaden Aten. Antalet invånare är 571.
Terrängen runt Metóchion är platt åt sydost, men åt nordväst är den kuperad. Havet är nära Metóchion åt nordväst. Runt Metóchion är det ganska glesbefolkat, med 34 invånare per kvadratkilometer. Närmaste större samhälle är Néa Manolás, 9,4 km söder om Metóchion. Trakten runt Metóchion består till största delen av jordbruksmark.